# Alberich II.
Alberich II. von Spoleto (* vor 915; † 31. August 954 in Rom) war einer der einflussreichsten Fürsten im Rom des 10. Jahrhunderts.
Alberich II. wurde als Sohn Markgraf Alberichs I. von Spoleto und der Marozia, Tochter des Theophylakt I. von Tusculum, geboren. Er war seit 936 mit Alda d. J., der Tochter seines Stiefvaters König Hugos I. von Italien verheiratet.
932 ergriff er in Rom die Herrschaft, nachdem er seinen Stiefvater Hugo I., den dritten Gemahl seiner Mutter, aus Rom vertrieben hatte. Er ließ seine Mutter und seinen Halbbruder, Papst Johannes XI., einkerkern und beendete so das Zeitalter der Pornokratie (Mätressenherrschaft).
Über 22 Jahre war er als „princeps ac senator omnium Romanorum“ Herrscher über Rom und das Papsttum. 951 widersetzte er sich dem Versuch, den deutschen König Otto I. zur Kaiserkrönung nach Rom einzuladen. Alle während seiner Regierung inthronisierten Päpste (Leo VII., Stephan VIII., Marinus II., Agapitus II.) waren von ihm abhängig. 954 ließ er zur Sicherung der weltlichen und geistlichen Herrschaft seines Hauses den römischen Adel schwören, bei der nächsten Besetzung des päpstlichen Stuhles seinen Sohn und Erben Oktavian zum Papst zu wählen. Oktavian wurde 955 als Johannes XII. der Nachfolger Agapitus II. und wurde zu einer der unwürdigsten Personen auf dem Papstthron.